# Protaetia chicheryi
Protaetia chicheryi är en skalbaggsart som beskrevs av Franz Antoine 1991. Protaetia chicheryi ingår i släktet Protaetia och familjen Cetoniidae. Inga underarter finns listade i Catalogue of Life.